# Енох Луїс Лоу
Енох Луїс Лоу (10 серпня 1820 — 23 серпня 1892) — американський політик, служив 29-м губернатором штату Меріленд у Сполучених Штатах з 1851 по 1854 рік.

## Дитячі роки
Він був єдиною дитиною Бредлі Семюел Адамс Лоу та Аделаїди Белюмо де ла Вінсендір. Він народився 10 серпня 1820 в панському будинку Ермітажу, на річці Монокасі, Фредерік, штат Меріленд. У тринадцять років він вступив у коледж Колоньовс Вуд, в Ірландії, де він був однокласник Томаса Френсіса Мігера. Три роки по тому він вступив до коледжу Стоуніхерст, Англія, де він дружив з романістами Френсісом Махоні і Майлзом Джирард Кеоном. Вперше він віпустився в 1839 році.
Навчання з суддею Джон A. Лінчем, Фрідріх, він був прийнятий в колегію адвокатів у 1842. 

## Сім'я
У 1844 році Лоу одружився з Естер Уіндер Полк, [6] в графстві Сомерсет, штат Меріленд, яка була родичем Джеймса Нокс Полка. У них було одинадцять дітей, і сім дітей вижили: Аделаїда Віктуар, одружена з Е. Остін Дженкінс; [8] Анна Марія, релігії Святого Серця, померла в 1889 році; Пол Емеліус; Вівіан Полк; Виктуар Вінсендір, вийшла заміж за Джона M Стабс; Чернець Луїс; Естер Полк; Мері Гортер, одружена з Франциском Сальським Дженкінс.

## Політична кар'єра
Лоу служив як член палати делегатів Меріленда в 1845 році, як член Демократичної Національної Конвенції в 1856 році, а також як президентський вибірник США в 1860. [11] Лоу прийняв присягу губернатора штату Меріленд 6 січня 1851 року. Найбільш важливими подіями його адміністрації були прийняття Меріленда Конституції 1851 року ; завершення Балтімор і Огайо залізниці до річки Огайо, і зменшення ставки державного мита від 25 центів до 15 центів на $ 100.

## Громадянська війна і пізні роки життя
Він підтримував Конфедерацію під час громадянської війни. [13] Під час війни він жив у Річмонді, штат Вірджинія, [15] і Міледжвілл, Джорджія. Після війни він переїхав до Брукліну, Нью — Йорк, вступивши в юридичну фірму Річард Ф. Кларк і У. Морган. [16]
Він згадується в пісні Меріленд, мій Меріленд, яка пізніше стала державним гімном. [17] [19] [21]
Він помер у лікарні Святої Марії, Бруклін, 23 серпня 1892 року. Був похований в Сент — Джонс кладовищі, Фредерік, штат Меріленд.

## Характеристика
Він був, мабуть, найбільшим вуличним оратором свого часу. … Кілька молодих людей, коли-небудь мали більш блискучу кар'єру в цих аспектах, ніж Енох Луї Лоу. … Він мав перевагу колезького навчання за кордоном, з яким поєднувалися приємна адреса, виграючи та чітко окреслена мова, права держав, патріотичні принципи.
Джеймс Макшері. Головний суддя Апеляційного суду штату Меріленд, лист члену його родини, які заплатили цю данинув пам'ять Лоу: Чудові навички вашого батька, як судово-популярного оратора, можливо, ніколи не дорівнювали тим, хто коли-небудь жив в цій країні.